# The Eidolon
The Eidolon is een computerspel van Lucasfilm Games uit 1985. Het werd verspreid op flippy disk met aan de ene kant een versie voor Atari ST en aan de andere kant de versie voor Commodore 64. Later werd het gepoort naar onder andere Amstrad CPC, Apple II, Atari 8 bit, MSX, PC-88 en ZX Spectrum. Het spel maakt gebruik van fractals om de spelomgeving te tekenen.

## Spelbesturing
De speler bestuurt de "Eidolon", een fictief vervoermiddel, door enkele levels heen. Elk level is een doolhof waarin kwaadaardige wezens en draken leven. Bedoeling is dat de speler de uitgang van de doolhof vindt. De spelsituatie wordt getoond vanuit het oog van de speler met onderaan het beeldscherm het controlepaneel van de Eidolon.
In het labyrint zijn op diverse plaatsen gekleurde energetische lichtbollen die de speler dient te verzamelen. Deze bollen bestaan in vier kleuren: rood, geel, groen en blauw. Ook zal de speler in het labyrint kwaadaardige wezens tegenkomen die eveneens in een van deze kleuren worden weergegeven. Ten slotte bevat de Eidolon een knop waardoor deze zijn kleur ook kan aanpassen naar rood, geel, groen of blauw.
De Eidolon bevat nog een tweede knop om lichtbollen af te vuren. De kleur van deze lichtbol komt overeen met de kleur van de Eidolon. Uiteraard kan er enkel een lichtbol afgevuurd worden als de speler deze kleur ook in zijn bezit heeft.
De speler kan de kwaadaardige wezens uitschakelen door eerst de kleur van de Eidolon aan te passen naar de kleur van het wezen en het wezen daarna te raken met een lichtbol.
De wezens verdedigen zich ook door lichtbollen af te vuren op de Eidolon. Wanneer de Eidolon dezelfde kleur heeft als het aanvallende wezen, zal de afkomende lichtbol geabsorbeerd worden. In het andere geval verliest de speler een leven.
Wanneer het wezen wordt geraakt met een verkeerde kleur, kan er een andere actie gebeuren zoals:
- Een groene lichtbol zal niet-groene wezens doen splitsen in twee of meerdere wezens. De kleur van deze nieuwe wezens hoeft niet hoofdzakelijk dezelfde kleur te zijn als waaruit het is ontstaan.
- Een blauwe lichtbol zal niet-blauwe wezens tijdelijk doen verstijven.

Daarnaast bevat elk level nog drie wezens die een diamant hebben. De speler dient deze drie wezens uit te schakelen zodat hij in bezit komt van de diamant. Pas wanneer hij alle drie de diamanten heeft, kan hij het doolhof verlaten. Aan de uitgang van elk level is nog een draak die de speler eveneens dient te verslaan.

## Platforms
| Jaar | Platform                                |
| ---- | --------------------------------------- |
| 1985 | Atari 8-bit, Commodore 64               |
| 1986 | Amstrad CPC, Apple II, MSX, ZX Spectrum |
| 1987 | PC-88                                   |

## Ontvangst
| Beoordeeld door | Platform     | Datum            | Score |
| --------------- | ------------ | ---------------- | ----- |
| The Atari Times | Atari 8-bit  | 18 augustus 2004 | 99%   |
| 64'er           | Commodore 64 | februari 1986    | 73%   |